# Rajon Demydiwka
Der Rajon Demydiwka (ukrainisch Демидівський район/Demydiwskyj rajon; russisch Демидовский район/Demidowski rajon) war ein Rajon in der Oblast Riwne in der West-Ukraine. Zentrum des Rajons war die Siedlung städtischen Typs Demydiwka.

Flagge des Rajons

## Geographie
Der Rajon lag im Südwesten der Oblast und grenzte im Norden an den Rajon Luzk (in der Oblast Wolyn), im Osten an den Rajon Mlyniw, im Süden an den Rajon Radywyliw und im Westen an den Rajon Horochiw (Oblast Wolyn).

## Geschichte
Der Rajon entstand ursprünglich schon am 17. Januar 1940 nach Besetzung Ostpolens durch die Sowjetunion, bestand dann mit Unterbrechung von 1941 bis 1944 (Besetzung des Gebietes durch Deutschland) bis 1962, als er dann dem Rajon Mlyniw zugeschlagen wurde. Am 22. September 1995 wurde er schließlich wiedergegründet.
Am 18. Juli 2020 kam es im Zuge einer großen Rajonsreform zum Anschluss des Rajonsgebietes an den Rajon Dubno.

## Administrative Gliederung
Auf kommunaler Ebene war der Rajon in 1 Siedlungsgemeinde, 1 Landratsgemeinden und 1 Landgemeinde unterteilt, denen jeweils einzelne Ortschaften untergeordnet waren.
Zum Verwaltungsgebiet gehörten:
- 1 Siedlung städtischen Typs
- 30 Dörfer

### Siedlung städtischen Typs
| Siedlungen städtischen Typs | Siedlungen städtischen Typs | Siedlungen städtischen Typs | Siedlungen städtischen Typs |
| Name                        | Name                        | Name                        | Name                        |
| ukrainisch transkribiert    | ukrainisch                  | russisch                    | polnisch                    |
| --------------------------- | --------------------------- | --------------------------- | --------------------------- |
| Demydiwka                   | Демидівка                   | Демидовка (Demidowka)       | Demidówka                   |

### Dörfer
| Dörfer                   | Dörfer           | Dörfer                                  | Dörfer               | Dörfer            |
| Name                     | Name             | Name                                    | Name                 | Gemeindezuordnung |
| ukrainisch transkribiert | ukrainisch       | russisch                                | polnisch             | Gemeindezuordnung |
| ------------------------ | ---------------- | --------------------------------------- | -------------------- | ----------------- |
| Berestetschko            | Берестечко       | Берестечко                              | Rusinowe Beresteczko | Boremel           |
| Biltsche                 | Більче           | Бильче                                  | Bilcze               | Boremel           |
| Boremel                  | Боремель         | Боремель                                | Boremel              | Boremel           |
| Chrinnyky                | Хрінники         | Хренники (Chrenniki)                    | Chryniki             | Demydiwka         |
| Dubljany                 | Дубляни          | Дубляны                                 | Dublany              | Demydiwka         |
| Hlyboka Dolyna           | Глибока Долина   | Глубокая Долина (Glubokaja Dolina)      | Głęboka Dolina       | Demydiwka         |
| Ilpyboky                 | Ільпибоки        | Ильпибоки (Ilpiboki)                    | Ilpiboki             | Demydiwka         |
| Kalyniwka                | Калинівка        | Калиновка (Kalinowka)                   | Kalinówka            | Demydiwka         |
| Knjahynyne               | Княгинине        | Княгинино (Knjaginino)                  | Kniahinin            | Demydiwka         |
| Kopan                    | Копань           | Копань                                  | Kopań                | Demydiwka         |
| Lischnja                 | Лішня            | Лишня                                   | Lisznia              | Demydiwka         |
| Lopawsche                | Лопавше          | Лопавше                                 | Łopawsze             | Demydiwka         |
| Lyssyn                   | Лисин            | Лысин (Lyssin)                          | Łysin                | Demydiwka         |
| Malewe                   | Малеве           | Малево (Malewo)                         | Malewo               | Boremel           |
| Nabereschne              | Набережне        | Набережное (Nabereschnoje)              | Nowosiółki           | Boremel           |
| Nowyj Tik                | Новий Тік        | Новый Ток (Nowy Tok)                    | Nowy Tok             | Boremel           |
| Nywy-Solotschiwski       | Ниви-Золочівські | Нивы-Золочовские (Niwy-Solotschowskije) | Niwy-Złoczowskie     | Boremel           |
| Ochmatkiw                | Охматків         | Охматков (Ochmatkow)                    | Ochmatków            | Demydiwka         |
| Paschewa                 | Пашева           | Пашевая (Paschewaja)                    | Paszowa              | Boremel           |
| Perekali                 | Перекалі         | Перекали                                | Perekale             | Demydiwka         |
| Rohisne                  | Рогізне          | Рогозное (Rogosnoje)                    | Rohóżne              | Demydiwka         |
| Rudka                    | Рудка            | Рудка                                   | Rudka                | Demydiwka         |
| Smykiw                   | Смиків           | Смыков (Smykow)                         | Smyków               | Boremel           |
| Schybyn                  | Шибин            | Шибин (Schibin)                         | Szybenna             | Boremel           |
| Solotschiwka             | Золочівка        | Золочовка (Solotschowka)                | Złoczówka            | Boremel           |
| Towpyschyn               | Товпижин         | Толпыжин (Tolpyschin)                   | Tołpyżyn             | Demydiwka         |
| Werben                   | Вербень          | Вербень                                 | Werbeń               | Demydiwka         |
| Wowkowyji                | Вовковиї         | Волковыи (Wolkowyji)                    | Wołkowyje            | Wowkowyji         |
| Wyschnewe                | Вишневе          | Вишнёвое (Wischnjowoje)                 | Świszczów            | Demydiwka         |
| Wytschawky               | Вичавки          | Вычавки (Wytschawki)                    | Wyczółki             | Demydiwka         |